# Yokohama Kanteibyo
Yokohama Kanteibyo of Guanditempel van Yokohama is een taoïstische tempel in Yokohama Chukagai gewijd aan de Chinese god Guandi. In 1871 werd de tempel gebouwd door Chinese migranten. In 1923 werd de tempel verwoest door de grote Kanto aardbeving. Tijdens de bombardementen van Amerikanen in de Tweede Wereldoorlog werd de tempel beschadigd. Een brand in 1986 verwoestte de tempel, waarop het voor de derde keer werd herbouwd.
Op het hoofdaltaar staat een beeld van Guandi, Guan Ping (zoon van Guandi) en Zhou Cang. Op het linkeraltaar staat een beeld van Dimuniangniang en het rechteraltaar is gewijd aan bodhisattva Guanyin.
Jaarlijks worden er op en rondom de verjaardag van Guandi vele festiviteiten georganiseerd. Er zijn optochten met Chinese dans, drakendans, leeuwendans, etc. Ook worden er grote gebedsceremonies georganiseerd. In 2011 zijn deze gehouden tussen 23 en 25 juli.
Yokohama Kanteibyo is niet de enige Chinese tempel in de Chinese buurt. Een andere belangrijke tempel is de Tianhoutempel van Yokohama. Ook is het niet de enige Guanditempel van Japan. In Kobe Chinatown is de Kobe Kanteibyo te vinden.